# Назарово (Курганская область)
Назарово — деревня в Шумихинском районе Курганской области. До преобразования в июле 2020 года муниципального района в муниципальный округ входила в состав Рижского сельсовета.

## История
До 1917 года входила в состав Ново-Петропавловской волости Шадринского уезда Пермской губернии. По данным на 1926 год состояла из 110 хозяйств. В административном отношении входила в состав Якшинского сельсовета Песчанского района Шадринского округа Уральской области.

## Население
| 1989 | 2002 | 2010 |
| ---- | ---- | ---- |
| 89   | ↘69  | ↘30  |

По данным переписи 1926 года в деревне проживало 569 человек (270 мужчин и 299 женщин), в том числе: русские составляли 100 % населения.